# Kisfoltos laposacsa
A kisfoltos laposacsa vagy korábbi nevén a mocsári szitakötő (Libellula fulva) a rovarok (Insecta) osztályában a szitakötők (Odonata) rendjébe sorolt a laposhasú acsák (Libellulidae) családjában a névadó Libellula nem egyik faja.

## Előfordulása, elterjedése
Pontomediterrán jellegű faj, tehát a pontusi faunakerülettől a mediterrán faunavidékig fordul elő. Magyarországon nem gyakori, ezért védett.

## Megjelenése, felépítése
Közepes termetű, viszonylag könnyen azonosítható szitakötőfaj.

### Felnőtt egyede
Az imágó hossza 40–45 mm.
A fiatal imágók alapszíne élénk narancssárgás, olykor narancsvörös, a szárnyjegyük szürkés. Szemük üvegesen szürkés sárgásbarna. A nem sokkal a kibújás után mindkét ivar, de főleg a nőstények szárnyai végén megjelenő kisebb-nagyobb szürkés folt értékes megkülönböztető bélyeg, mert ilyesmi más hazai szitakötőfajnál nem fordul elő. A folt kiterjedése, erőssége egyedileg nagyon változó — olyannyira, hogy az idősebb hímeknél hiányozhat is.
Az ivarérett hím potroha hamvaskék, a potroh közepe táján kétoldalt rendszerint feketés folt látható, ami a nőstény kapaszkodásának nyoma. A potroh utolsó három szelvénye fekete.
Az ivarérett nőstény  színe fakóbb, sötétebb barnássárga, szemük világosabb kékesszürke. Szárnyának elülső része narancssárgás, a szárny csúcsán kis barna folttal. A nagyon öreg nőstények potroha úgy besötétedik, hogy a mintázata szinte el is tűnhet. Ezek potroha kissé hamvas bevonatú lehet.

### Lárvája
Széles, lapos lárvája 22–25 mm hosszú.

## Életmódja, élőhelye
Szinkronizált kirepülésű faj; egy nemzedéke repül április legvégétől július végéig. Az éghajlat melegedésével megesik, hogy Magyarországon már április közepén szárnyra kap.
A dús növényzetű, hűvösebb és lassú vizű patakokat, kisebb-nagyobb csatornákat kedveli. Más, de hasonló körülményeket biztosító állóvizekben, akár átöblítődő mesterséges horgász- és halastavakban is megél.
Territoriális. A hím a reggeli órákban foglalja el a területet, amelyet nap közben őriz a betolakodóktól.
Lárvaként kétszer telel át, mire kifejlődik. Főleg apró, vízi gerinctelenekkel táplálkozik.

## Szaporodása
Növényi szárak alsó részén párzik, az aktus hozzávetőleg negyed óráig tart.
A nőstény petéit magányosan, röptében rakja le úgy, hogy potrohának végét a vízbe mártogatja.
A peték az üledékben bújnak meg a lárva kikeléséig.